# Sect of Vile Divinities
Sect of Vile Divinities è il dodicesimo album in studio del gruppo musicale death metal Incantation, pubblicato nel 2020 dalla Relapse Records.

## Tracce
1. Ritual Impurity (Seven of the Sky Is One) – 3:15
2. Propitiation – 4:31
3. Entrails of the Hag Queen – 4:33
4. Guardians from the Primeval – 2:20
5. Black Fathom’s Fire – 3:59
6. Ignis Fatuus – 2:23
7. Chant of Formless Dread – 2:40
8. Shadow-Blade Masters of Tempest and Maelstrom – 4:07
9. Scribes of the Stygian – 4:35
10. Unborn Ambrosia – 6:03
11. Fury’s Manifesto – 2:25
12. Siege Hive – 4:51

## Formazione
- John McEntee - chitarra, voce
- Sonny Lombardozzi - chitarra
- Chuck Sherwood - basso
- Kyle Severn - batteria